# McDonnell Douglas C-17 Globemaster III
Pour les articles homonymes, voir C-17 et Globemaster.
Le C-17 Globemaster III est un transporteur (de matériel principalement) construit par McDonnell Douglas (qui fusionne avec Boeing en 1997 conduisant à l'appellation officielle de Boeing C-17A) au début des années 1990. Il est utilisé par l'United States Air Force, la Royal Air Force, la Royal Australian Air Force, l'Aviation Royale du Canada, la force aérienne indienne, la Force aérienne koweïtienne, l'OTAN et le Qatar. La chaîne de production, qui fabrique une dizaine de C-17 par an a été prolongée plusieurs années à la suite de commandes du Congrès américain et s'est arrêtée en 2015 après la construction du 279e et dernier exemplaire.

## Conception
Conçu au début des années 1980 par McDonnell Douglas sous la désignation C-X, le prototype du C-17A vola le 15 septembre 1991, soit avec environ un an de retard. Le 11 avril 1992, il effectue son premier ravitaillement en vol.

### Caractéristiques importantes
Pour le rendre apte à décoller ou à se poser sur des pistes courtes et non aménagées situées sur des territoires éloignés, le C-17 a été doté :
- de volets hypersustentateurs soufflés, réalisés en titane, ce qui en complique la maintenance et en augmente considérablement les coûts ;
- de puissants inverseurs de poussée ;
- d'un train d'atterrissage robuste ;
- d'un empennage en T.

Son équipage au complet comporte un pilote et un copilote, plus un préposé au chargement. L'appareil peut emporter 154 passagers ou 102 parachutistes ou 76 655 kg de fret.
Tous les cinq ans de durée de vie, le C-17 entre dans un cycle d'entretien lourd dans le cadre du programme d'entretien prévu par le constructeur de l'avion. Les importants travaux, d'une durée de quatre mois, comprennent une inspection complète, la maintenance et les mises à jour des systèmes/structures avions, et une remise en peinture complète de la cellule.

### Capacité de transport

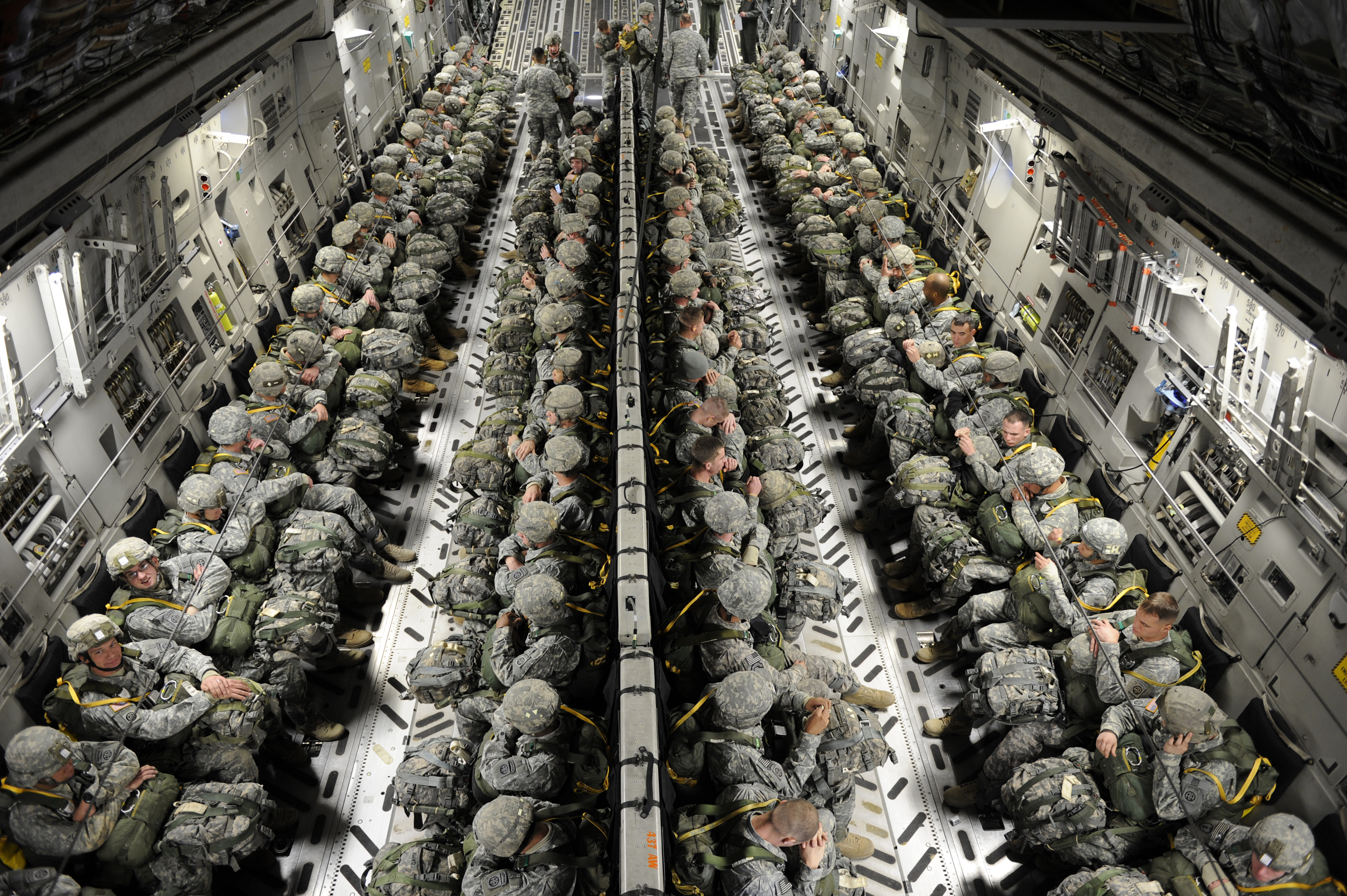
Parachutistes de la 82e division aéroportée américaine dans la soute d'un C-17 en 2011.

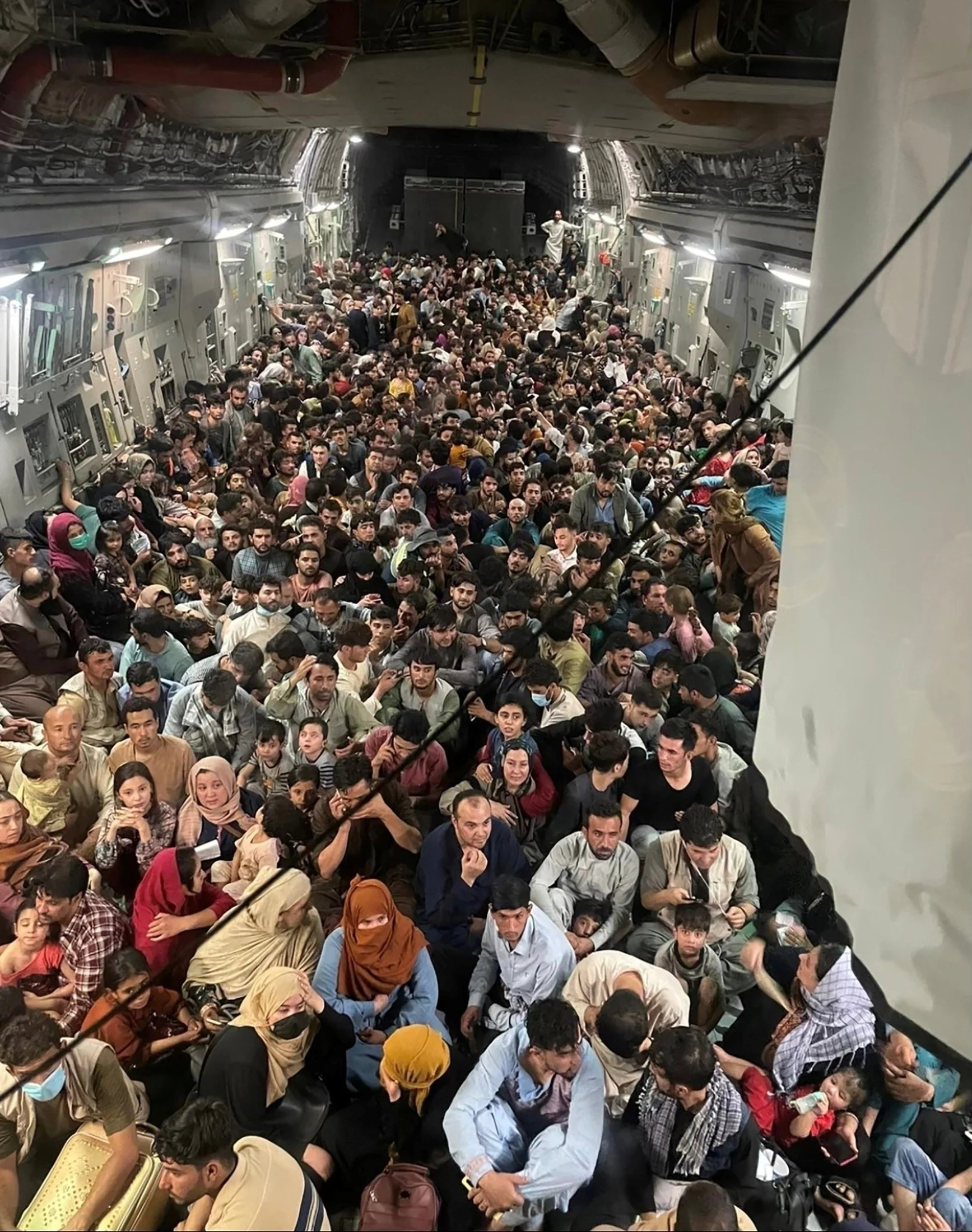
Un C-17 evacuant 640 passagers de Kaboul le 15 août 2021.

Le C-17 peut embarquer dans une soute de 26,8 m de long, 5,49 m de large et 3,76 m de haut:
- 102 parachutistes ou
- 34 soldats avec des sièges palettisés et latéraux ou
- 54 soldats avec sièges latéraux (permet 13 palettes de fret) seulement ou
- 36 lits et 54 patients et assistants médicaux ou
- une cargaison, telle qu'un char de combat principal M1 Abrams, deux chars légers Mobile Protected Firepower (en), trois Strykers ou six M1117 Armored Security Vehicle (en).

Sa charge utile est d'un peu moins de 77 tonnes de cargaison réparties au maximum sur 18 palettes master 463 l ou un mélange de cargaison et de véhicules palettisés.
Un record de 670 passagers emportés est établi le 17 novembre 2013, lors d'un vol humanitaire aux Philippines.
Le 15 août 2021, à la suite de la prise de Kaboul par les talibans, 640 passagers afghans sont embarqués dans le cadre de l'opération Allies Refuge,.

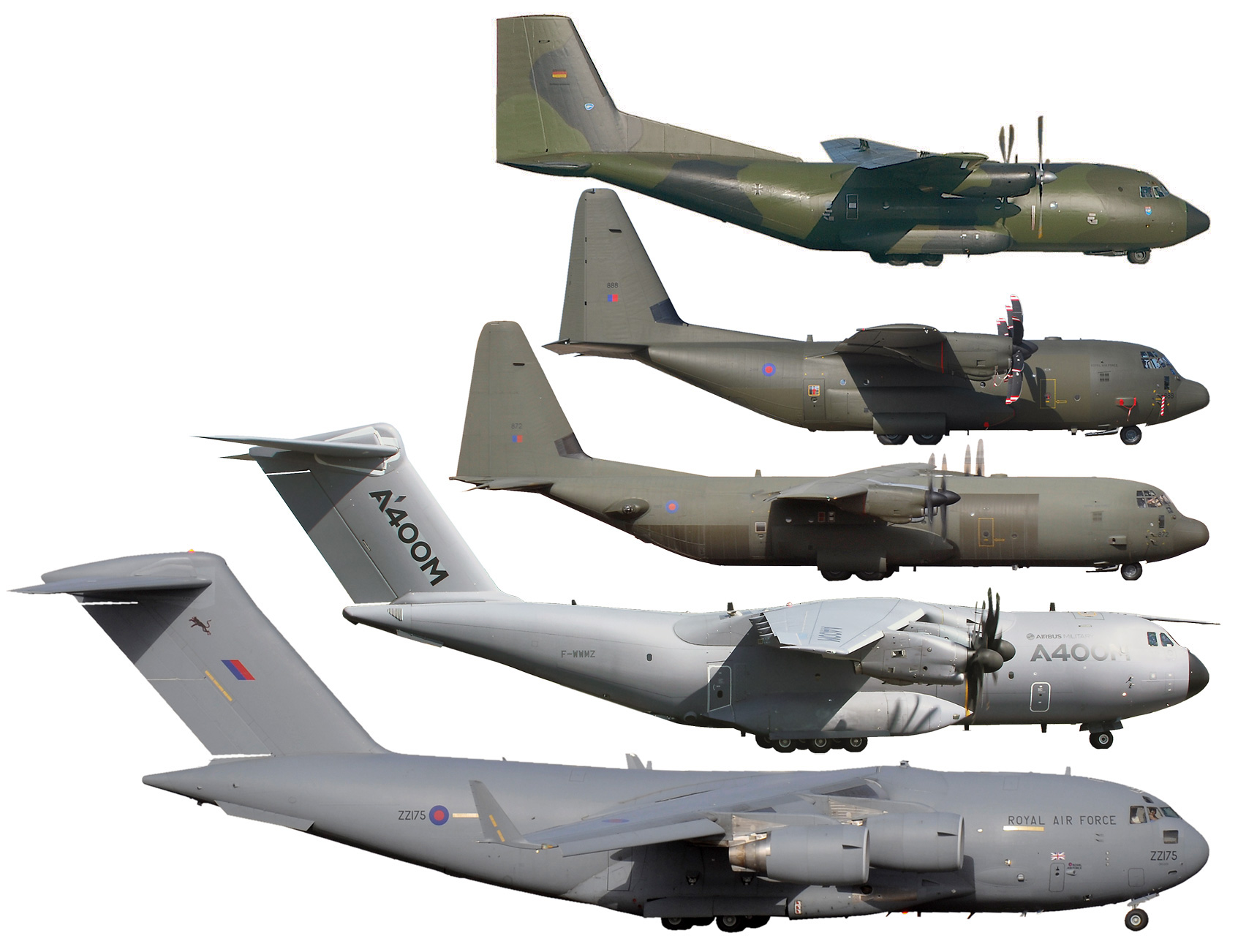
Comparaison de taille, de haut en bas : Transall, C-130J, C-130J-30, A400M et C-17.

### Difficultés rencontrées, retards et surcoûts importants à l’origine
Cet avion a rencontré de grandes difficultés de mise au point : un an de retard du premier vol, deux ans supplémentaires de retard, puis d’autres retards pour divers problèmes.
Fin 1993, le département de la Défense des États-Unis donna au constructeur deux ans pour résoudre les problèmes de production et de surcoûts, sous peine d'arrêter le contrat après livraison du quarantième appareil.
En avril 1994, le programme rencontrait de nouveaux problèmes de surcoûts, de masse dépassée, de surconsommation, de charge utile, d'autonomie et autres difficultés.
Ces difficultés ont causé des surcoûts considérables : en janvier 1995, un rapport de la Cour des Comptes américaine (GAO) révélait que les 120 avions commandés jusqu’alors avaient déjà coûté 39,5 milliards de dollars, alors que le budget était de 41,8 milliards pour 210 avions soit un prix unitaire de 329 millions au lieu de 199 millions, soit une dérive de +65 %.
Avec le temps et l'amortissement du programme, le prix de celui-ci a baissé et le dernier contrat de l'USAF de juin 2010, pour huit appareils, montrait un coût unitaire de 191 millions de dollars (soit 138,862 millions d’euros au taux de change du 11 novembre 2010).
En décembre 2011, Air & cosmos indique un prix catalogue de 250 millions de dollars. Ces avions ont un coût de l'heure variant de 17 192 $ à 22 360 $ durant la décennie 2000. Il est très nettement inférieur à celui de l'autre transport stratégique de l'USAF, le C-5, et il est comparable à celui des transports tactiques C-130 Hercules.
Il est désormais considéré comme un avion fiable et l'un des piliers du transport aérien militaire mondial. Il subit des modernisations continues au niveau de l'avionique et des systèmes de communication.
En 2021, 275 des 279 C-17 construits sont en service. La flotte a accumulé 3 millions d'heures de vol en 2015, 4 millions en janvier 2017. Il est envisagé à cette date qu'il vole jusqu'en 2060.

## Livraisons et production[13],[14]

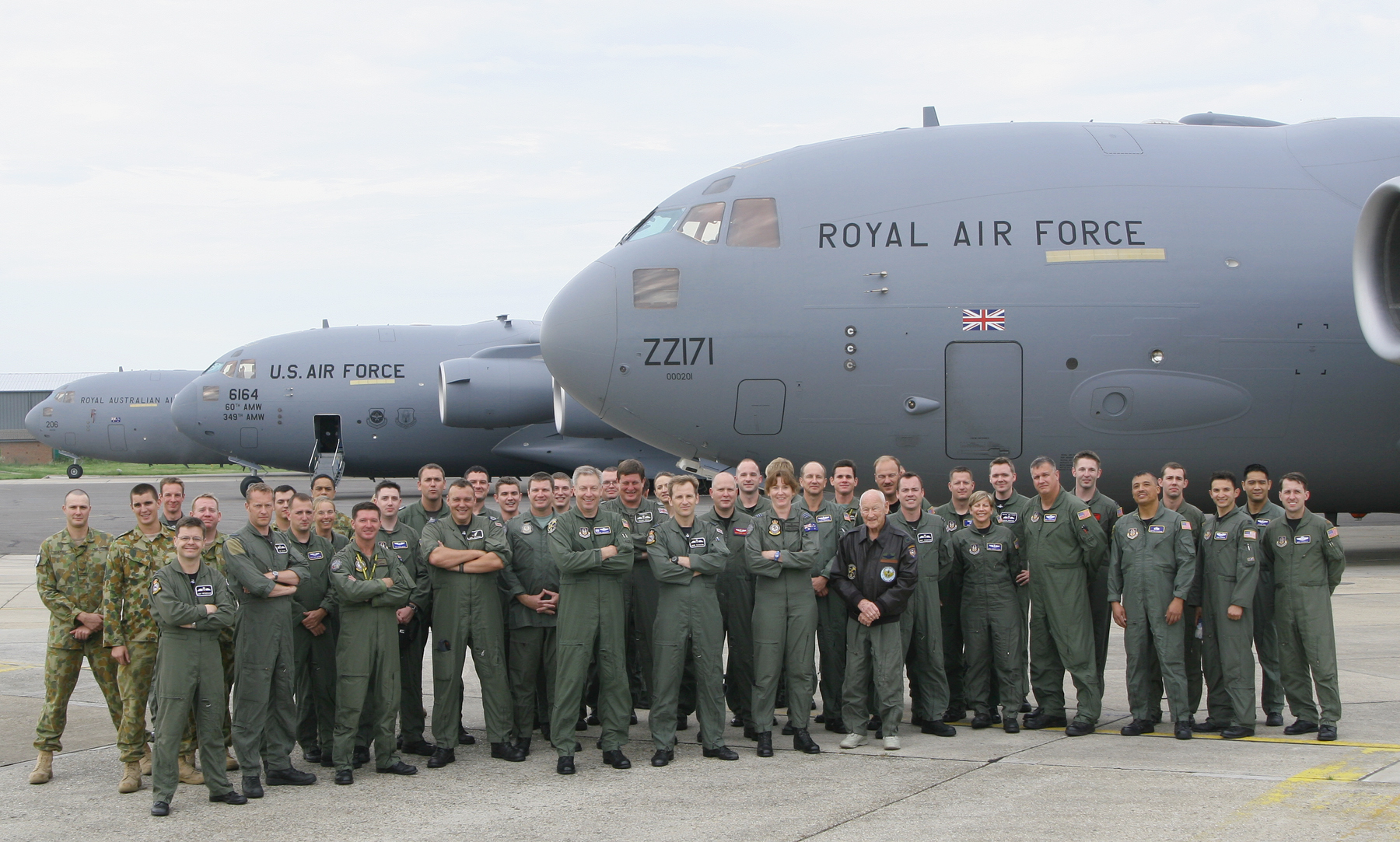
C-17 britannique, américain et australien en 2007 derrière leurs équipages.

Les livraisons débutèrent en 1993. Le 1er août 1997, McDonnell Douglas fut absorbé par Boeing qui assure désormais la production et le suivi de cet appareil. Le 26 février 2015, Boeing annonce le 279e et dernier C17 Globemaster et ce dernier appareil est sorti le 29 novembre 2015. Il est livré à l'Inde le 23 août 2019.
| 2015 | 2014 | 2013 | 2012 | 2011 | 2010 | 2009 | 2008 | 2007 | 2006 | 2005 | 2004 | 2003 | 2002 | 2001 | 2000 | 1999 | 1998 | 1997 | 1996 | 1995 | 1994 | 1993 | 1992 | 1991 |
| ---- | ---- | ---- | ---- | ---- | ---- | ---- | ---- | ---- | ---- | ---- | ---- | ---- | ---- | ---- | ---- | ---- | ---- | ---- | ---- | ---- | ---- | ---- | ---- | ---- |
| 7    | 10   | 10   | 12   | 14   | 14   | 16   | 16   | 16   | 16   | 16   | 16   | 16   | 14   | 13   | 11   | 10   | 7    | 6    | 6    | 8    | 5    | 4    | 1    |      |

## Utilisateurs

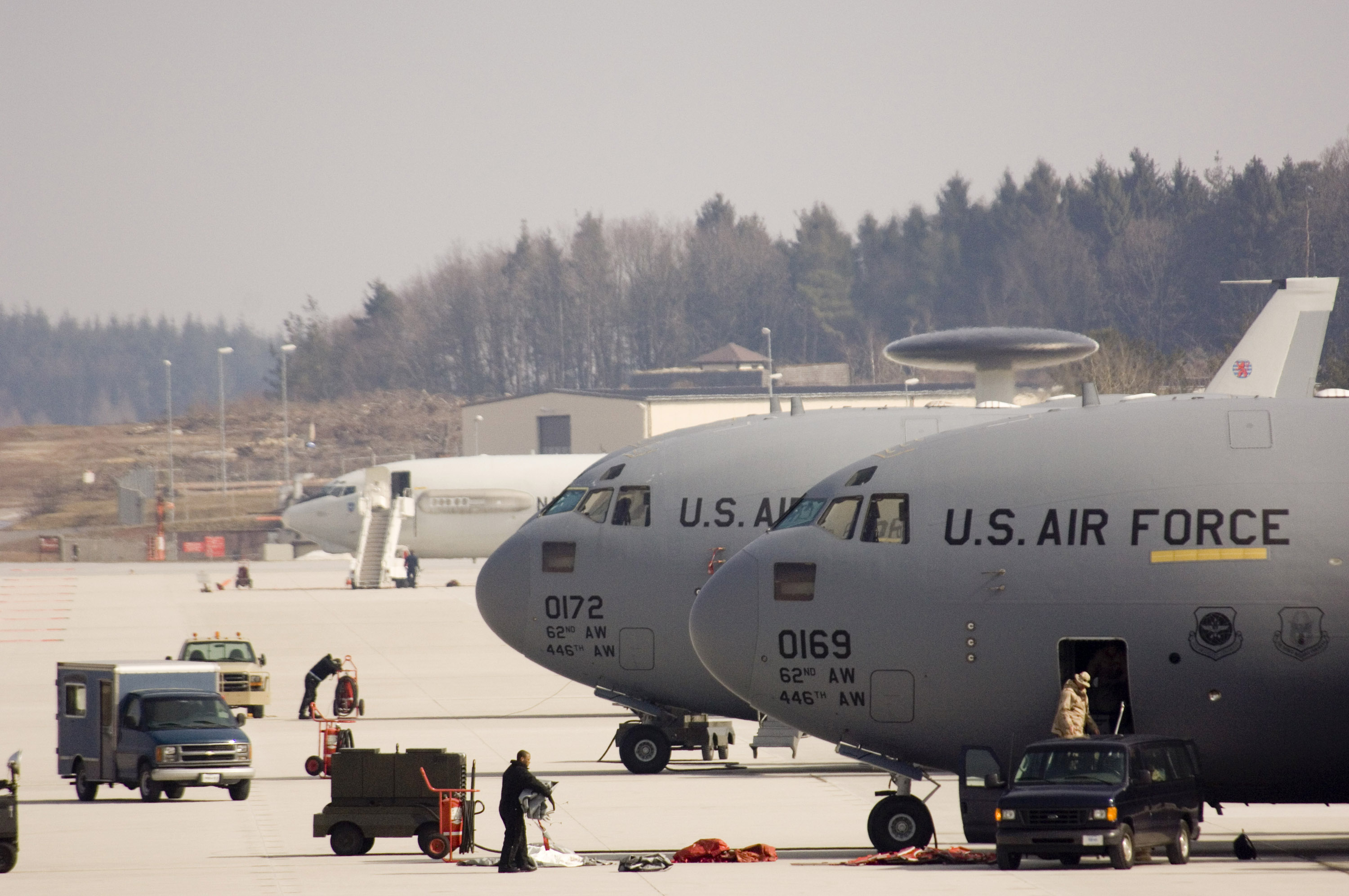
Deux C-17 Globemaster III et un E-3 Sentry (AWACS) sur le tarmac de la base de Spangdahlem en Allemagne en mars 2006.

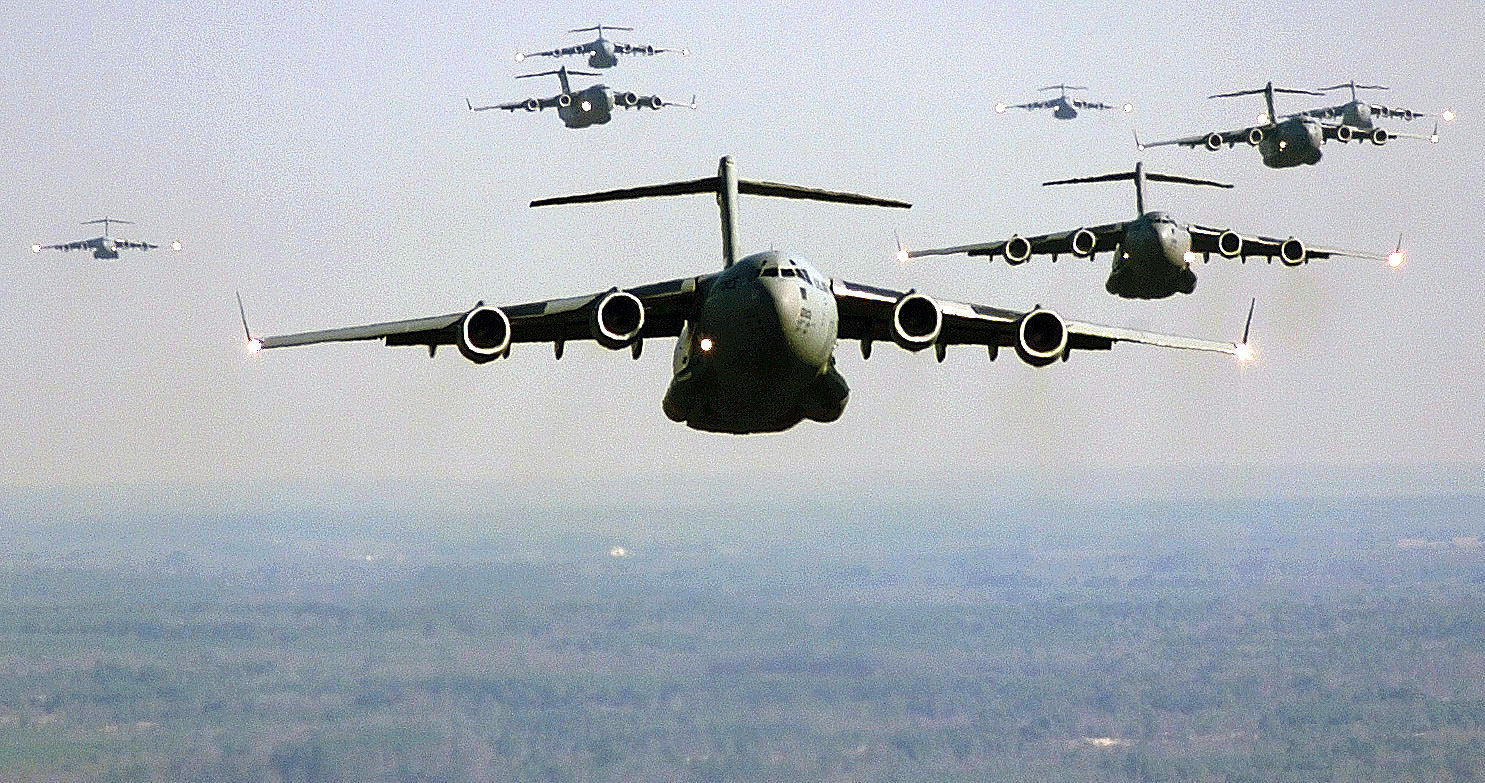
Formation de C-17 lors d'un exercice.

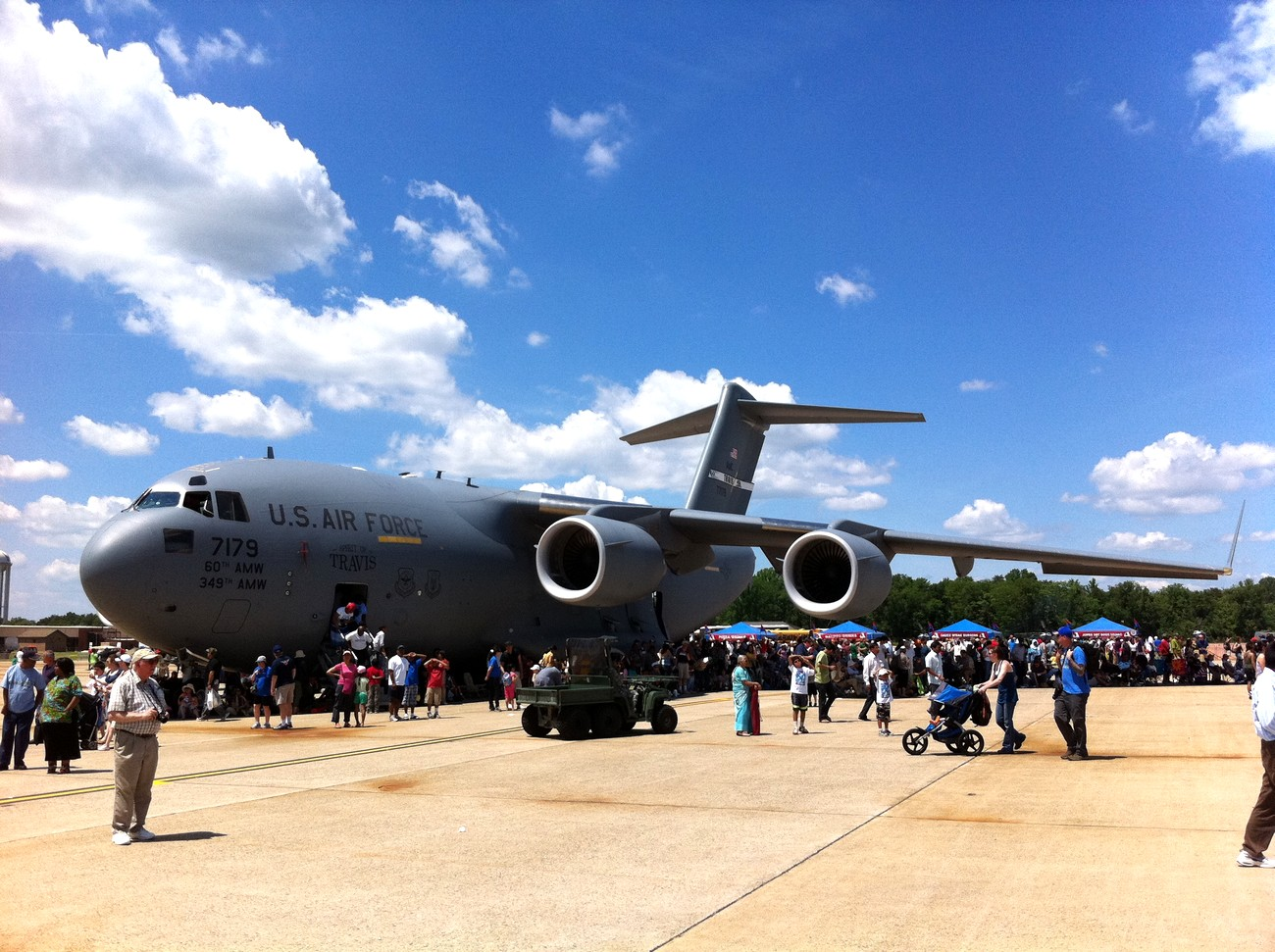
Un C-17 de la base de l'USAF de Travis (Californie), visible à la base d'Andrews durant l'opération « Joint Open Service House-2011 ».

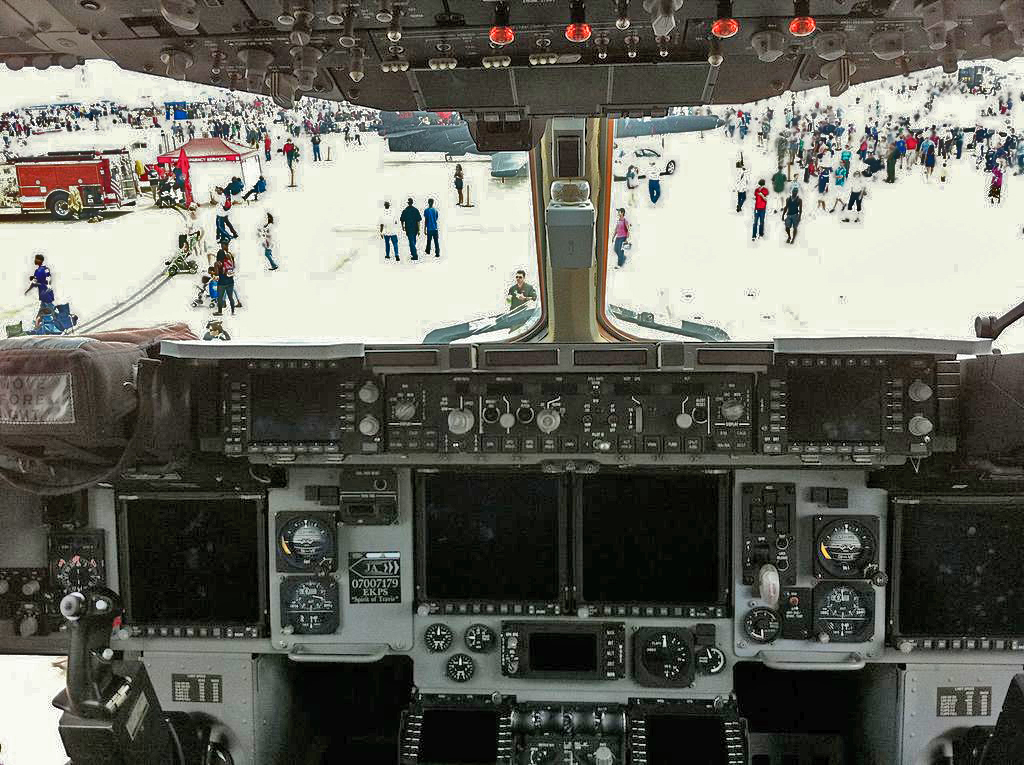
Le cockpit d'un C-17 de la base de l'USAF de Travis (Californie), visible à la base d'Andrews durant l'opération « Joint Open Service House-2011 ».

Au 17 novembre 2010, 224 avions ont été livrés, au 15 septembre 2011, ce chiffre est de 235. En février 2014, on déclare qu'un total de 276 seront construits dont 264 ou 265 déjà vendus, finalement un total de 279 C-17 Globemaster III est construit puis le site de Long Beach ferme ses portes :
- 222/223  L'USAF est naturellement le plus grand utilisateur de l'avion. Elle dispose en 2008 de 180 appareils et la livraison d'un total de 205 avions est alors prévue, le Congrès des États-Unis ayant accepté de financer en février 2009 puis plus la construction de nouveaux avions, le contrat pour le 223e et dernier avion est signé le 19 mai 2012[19],[20]. Le dernier appareil est livré le 12 septembre 2013[21]. 222 exemplaires sont en service en 2018 mais certains des plus anciens sont stockés depuis 2012[22].
- 7/7  La Royal Air Force fut le second utilisateur de C-17, quatre exemplaires furent d'abord loués pour sept ans en 2001 puis achetés. Deux autres appareils se sont ajoutés en 2008 et un dernier le 17 novembre 2010 (immatriculation ZZ177). Ils sont affectés au 99 Squadron (en), basé à RAF Brize Norton. Le dernier avion livré (immatriculé ZZ177) a acheminé le cercueil de la reine Elisabeth II d'Edimbourg à Northolt pour y célébrer ses funérailles.
- 8/8  La Royal Australian Air Force a acheté un total de six appareils, le premier fut livré fin 2006, deux autres en 2007 et le quatrième en 2008, et un 5e commandé début 2011 a été réceptionné le 15 septembre 2011. Ils sont mis en œuvre par le 36th Squadron sur la base aérienne de Brisbane[23]. Le 6e, commandé en juin 2012 est livré en novembre 2012. En avril 2015, deux exemplaires supplémentaires sont commandés[24] dont le dernier est mis en service le 4 novembre 2015[25].
- 5/5  La Force aérienne canadienne a reçu son premier Boeing C-17 le 11 août 2007. Un autre avion a suivi au cours du mois de novembre 2007 et deux autres C-17 sont devenus opérationnels en été 2008. Le coût d'achat des quatre avions est de 3,4 milliards de dollars et inclut leur entretien pour 20 ans[26]. Un 5e appareil commandé en décembre 2014 pour 328 millions de dollars US entre en service début avril 2015[27]. Les C-17 sont baptisés CC-177 pour l'Aviation royale du Canada. Les cinq avions sont basés à la BFC Trenton en Ontario[28].
- 3/3  L'OTAN qui, au titre du programme SAC (Strategic Airlift Capability) a passé commande de trois avions pour former le Heavy Airlift Wing destiné aux forces des pays membres de l'organisation qui n'ont pas de capacité de transport stratégique[29],[30]. Le 27 juillet 2009, la base de Pápa en Hongrie a accueilli le premier exemplaire[31].
- 8/8  Le Qatar en a commandé deux en juillet 2008 pour 400 millions de dollars[32], la livraison a eu lieu le 28 juillet 2009. En avril 2009, ce pays annonce vouloir en commander 2 de plus[33]. À l'occasion du Salon du Bourget 2015, le Qatar a commandé 4 exemplaires supplémentaires pour un montant de 1,6 milliard de $ dans le cadre d'un programme de renforcement de l'Armée de l'air[34],[35].
- 8/8  Émirats arabes unis Commande de 6 avions le 6 janvier 2010. 4 livrables en 2011, 2 en 2012[36]. Le dernier des six exemplaires est livré en juin 2012[37]. Deux appareils supplémentaires ont été commandés à l'occasion de l'IDEX 2015 pour un montant de 618 millions de dollars[38].
- 11/11  Inde Commande de 10 avions en 2011, livraison entre 2013/2014[39], première livraison le 23/01/2013 (sur la base d'Edwards pour des essais réalisés par des équipes mixtes)[40]. Elle reçoit un onzième appareil, le dernier construit fin 2015, le 27 août 2019[41]
- 2/2  Koweït Notifications d'une possible vente d'un avion à ce pays en septembre 2010 et d'un deuxième en avril 2013. Le premier avion à ses couleurs est visible en janvier 2014[42].

Les Européens en ont acquis, malgré la mise en service de l'Airbus A400M, en particulier parce que l'A400M ne peut pas transporter un char de combat principal. La Flygvapnet suédoise, la Koninklijke Luchtmacht néerlandaise et la Flyvevåbnet danoise ont été intéressées par le C-17, et ont décidé avec d'autres nations européennes de former un pool commun dans l'OTAN, le Heavy Airlift Wing.
La France fait elle aussi partie des pays potentiellement intéressés. La DGA a invité Boeing à faire une proposition fondée sur l'achat d'une flotte de trois avions en 2009 ; l’initiative est restée sans suite.

## Engagements
Le C-17 a été utilisé pour des opérations militaires, mais également pour acheminer de l'aide humanitaire. Il fut principalement utilisé pour la guerre d'Afghanistan à partir de 2001 et pour la guerre d'Irak à partir de 2003.

## Accidents et incidents
Le 10 septembre 1998, un C-17 de l'US Air Force a subi une défaillance du train d'atterrissage en Islande. La facture de réparation totale a atteint 1 million de dollars.
Le 10 décembre 2003, un C-17 de l'US Air Force a été touché par un missile sol-air après un décollage de Bagdad, en Irak. Un moteur est tombé en panne et l'avion a dû retourner à sa base. L'avion a été réparé et remis en service.
Le 6 août 2005, un C-17 de l'US Air Force a quitté la piste de la base aérienne de Bagram en Afghanistan alors qu'il tentait d'atterrir. Cet accident a détruit le nez de l'avion et le train d'atterrissage principal. À l'époque, il était le plus gravement endommagé des C-17. Une équipe de réparation de Boeing a passé deux mois pour que l'avion soit prêt à revoler pour pouvoir revenir aux États-Unis. Le vol de retour aux États-Unis a dû être effectué par un pilote d'essai, car les réparations temporaires ont entraîné des limites de performance de l'avion. La réparation a été terminée à Long Beach en octobre 2006 et l'avion est retourné au service actif.
Le 28 juillet 2010, un C-17 de l'US Air Force s'est écrasé sur la Elmendorf Air Force Base, en Alaska, lors d'un vol d'entraînement, tuant les quatre membres d'équipage. L'avion s'est écrasé près d'une voie ferrée. Une erreur du pilote serait la cause de l'accident selon un rapport militaire d'investigation.
Le 11 octobre 2018, un C-17 de l'aviation australienne vole à très basse altitude au-dessus d'un cours d'eau entre les immeubles de la ville de Brisbane,.